# Presidente Perón (município)
Presidente Perón é um partido (município) da província de Buenos Aires, na Argentina. Possuía, de acordo com estimativa de 2019, 103.597 habitantes.